# Алламурадов Бурі Алламурадович
Бурі Алламурадович Алламурадов (10 липня 1947, кишлак Кафрун, тепер Байсунського району Сурхандар'їнської області, Узбекистан — 29 січня 2018, Узбекистан) — радянський узбецький державний діяч, 1-й секретар ЦК ЛКСМ Узбекистану, 1-й секретар Наманганського обласного комітету КП Узбекистану, голова Ради Федерації профспілок Узбекистану. Член Центральної контрольної комісії КПРС у 1990—1991 роках. Депутат Верховної ради Узбецької РСР. Народний депутат СРСР (1989—1991).

## Життєпис
З 1962 року — бригадир учнівської бавовницької бригади радгоспу «Янгіабад» Шерабадського району Сурхандар'їнської області.
У 1969 році закінчив Московську сільськогосподарську академію імені Тімірязєва.
З 1969 по 1971 рік служив у Радянській армії.
У 1971—1973 роках — інструктор, завідувач відділу Сурхандар'їнського обласного комітету ЛКСМ Узбекистану.
Член КПРС з 1972 року.
У 1973—1975 роках — відповідальний організатор, заступник завідувача відділу ЦК ЛКСМ Узбекистану.
У 1975—1977 роках — 1-й секретар Сурхандар'їнського обласного комітету ЛКСМ Узбекистану.
У 1977—1978 роках — завідувач відділу Сурхандар'їнського обласного комітету КП Узбекистану.
У 1978—1982 роках — заступник завідувача відділу ЦК КП Узбекистану.
У березні 1982 — грудні 1985 року — 1-й секретар ЦК ЛКСМ Узбекистану.
У 1985 — жовтні 1987 року — 2-й секретар Сирдар'їнського обласного комітету КП Узбекистану.
5 жовтня 1987 — 7 серпня 1990 року — 1-й секретар Наманганського обласного комітету КП Узбекистану.
У 1989 році закінчив заочно Академію суспільних наук при ЦК КПРС.
Одночасно в березні 1990 — 1990 року — голова Наманганської обласної ради народних депутатів.
З серпня по вересень 1990 року — голова Узбецької республіканської ради профспілок, з вересня 1990 року —голова Ради Федерації профспілок Узбекистану.
Потім — на пенсії. Помер 29 січня 2018 року.

## Нагороди
- орден Трудового Червоного Прапора (1981)
- орден Дружби народів (1986)
- медалі